# Stazione di Schio
Stazione di Schio vasútállomás Olaszországban, Veneto régióban, Schio településen.

## Vasútvonalak
Az állomást az alábbi vasútvonalak érintik:
- Vicenza-Schio-vasútvonal

## Kapcsolódó állomások
A vasútállomáshoz az alábbi állomások vannak a legközelebb: 
- Stazione di Marano Vicentino